# Campeonato sub-19 de la AFF 2014
El Campeonato sub-19 de la AFF 2014 se llevó a cabo en Hanói, Vietnam del 5 al 14 de septiembre y contó con la participación de 6 selecciones juveniles de Oceanía, Asia Oriental y el Sureste de Asia.
Japón venció en la final al anfitrión Vietnam para ganar su primer título del torneo.

## Participantes
| - Australia - Indonesia | - Japón (invitado) - Birmania | - Tailandia - Vietnam (anfitrión) |

## Sedes
| Hà Nội                   |
| ------------------------ |
| Mỹ Đình National Stadium |
| Capacidad: 40,192        |
| Mỹ Đình National Stadium |

## Fase de grupos
| Color en las Tablas | Color en las Tablas   |
| ------------------- | --------------------- |
|                     | Avanzan a Semifinales |

### Grupo A
| País      | G | E | P | GF | GC | Pts |
| --------- | - | - | - | -- | -- | --- |
| Birmania  | 2 | 0 | 0 | 5  | 1  | 6   |
| Tailandia | 1 | 0 | 1 | 7  | 4  | 3   |
| Indonesia | 0 | 0 | 2 | 2  | 9  | 0   |

| 5 de septiembre de 2014 | Indonesia                   | 2 – 6   | Tailandia                                                         | Mỹ Đình National Stadium, Hà Nội |                           |
|                         | Al-Qomar 40' · Martinus 65' | Reporte | Patipan 34' · Atthawit 43' 59' · Sittichok 69' 78' · Piyapong 89' | Árbitro(s): Đinh Văn Dũng        | Árbitro(s): Đinh Văn Dũng |

| 7 de septiembre de 2014 | Tailandia   | 1 – 2   | Birmania                            | Mỹ Đình National Stadium, Hà Nội |                                |
|                         | Phonkam 87' | Reporte | Aung Thu 47' · Htike Htike Aung 63' | Árbitro(s): Farhad Bin Mohamed   | Árbitro(s): Farhad Bin Mohamed |

| 9 de septiembre de 2014 | Birmania                                      | 3 – 0   | Indonesia | Mỹ Đình National Stadium, Hà Nội |                                |
|                         | Nyein Chan Aung 19' · Maung Maung Soe 32' 64' | Reporte |           | Árbitro(s): Farhad Bin Mohamed   | Árbitro(s): Farhad Bin Mohamed |

### Grupo B
| País      | G | E | P | GF | GC | Pts |
| --------- | - | - | - | -- | -- | --- |
| Japón     | 2 | 0 | 0 | 7  | 5  | 6   |
| Vietnam   | 1 | 0 | 1 | 3  | 3  | 3   |
| Australia | 0 | 0 | 2 | 3  | 5  | 0   |

| 5 de septiembre de 2014 | Vietnam                | 1 – 0   | Australia | Mỹ Đình National Stadium, Hà Nội |                            |
|                         | Nguyễn Công Phượng 88' | Reporte |           | Árbitro(s): Suhaizi Shukri       | Árbitro(s): Suhaizi Shukri |

| 7 de septiembre de 2014 | Australia                                        | 3 – 4   | Japón                                       | Mỹ Đình National Stadium, Hà Nội |                                |
|                         | Galloway 14' · Ascroft 51' · Skapetis 90' (pen.) | Reporte | Ochi 44' · Okugawa 45+1' 58' · Takagi 90+3' | Árbitro(s): Hadimin Shahbuddin   | Árbitro(s): Hadimin Shahbuddin |

| 9 de septiembre de 2014 | Japón                                  | 3 – 2   | Vietnam                                             | Mỹ Đình National Stadium, Hà Nội |                                 |
|                         | Ideguchi 57' · Nakano 84' · Kaneko 88' | Reporte | Nguyễn Văn Toàn 22' · Nguyễn Công Phượng 90' (pen.) | Árbitro(s): Mongkolchai Pechsri  | Árbitro(s): Mongkolchai Pechsri |

## Fase final

### Semifinales
| 11 de septiembre de 2014 | Japón                   | 2 – 1   | Tailandia     | Mỹ Đình National Stadium, Hà Nội |                            |
|                          | Okugawa 3' · Nakano 38' | Reporte | Sittichok 86' | Árbitro(s): Suhaizi Shukri       | Árbitro(s): Suhaizi Shukri |

| 11 de septiembre de 2014 | Birmania     | 1 – 4   | Vietnam                                                                               | Mỹ Đình National Stadium, Hà Nội |                                |
|                          | Aung Thu 54' | Reporte | Nguyễn Tuấn Anh 30' · Lương Xuân Trường 39' · Nguyễn Văn Toàn 51' · Phan Văn Long 65' | Árbitro(s): Hadimin Shahbuddin   | Árbitro(s): Hadimin Shahbuddin |

### Tercer lugar
| 13 de septiembre de 2014 | Tailandia     | 1 – 0   | Birmania | Mỹ Đình National Stadium, Hà Nội |                           |
|                          | Patipan 90+1' | Reporte |          | Árbitro(s): Đinh Văn Dũng        | Árbitro(s): Đinh Văn Dũng |

### Final
| 13 de septiembre de 2014 | Japón         | 1 – 0   | Vietnam | Mỹ Đình National Stadium, Hà Nội |                                 |
|                          | Omotehara 69' | Reporte |         | Árbitro(s): Mongkolchai Pechsri  | Árbitro(s): Mongkolchai Pechsri |

## Campeón
| Campeonato sub-19 de la AFF 2014 |
| -------------------------------- |
| Bandera de Japón                 |
| Japón 1º Título                  |